# いれいす
いれいすは、日本の男性6人組エンタメ歌い手グループである。
所属レーベルはJVCケンウッド・ビクターエンタテインメント。所属事務所はMETEORA st.、VOISING。
本記事では、株式会社VOISING（ボイシング）についても述べる。

## 来歴

### グループ結成まで
2020年4月12日に歌い手活動を始めたないこが、「歌い手グループ」を結成することが「界隈的に大流行しはじめてた」ことに勘付き始める。
しかし、結成してもすぐに解散してしまったり、グループの活動が止まってしまうグループも多く、難易度は高いと感じつつも「楽しそうだから」という理由で歌い手グループを組む。
多くの似たような歌い手グループが生まれている中で、「強い個性を持ったメンバー」と「劇的なデビュー」が必要だと感じたないこは、個性的なメンバーを集め、歌い手界隈初、グループ結成と同時に、オリジナル曲をリリース。
また、結成後は「YouTubeの動画毎日投稿」「月に1本以上のオリジナル曲リリース」をすることを公約として掲げた。
グループ名の由来は、6人のメンバーを正六面体であるサイコロになぞらえ、イレギュラーな6人ということで「イレギュラーダイス」（Irregular Dice）略して「いれいす」となった。

### 「いれいす」結成、活動開始
2020年10月9日、結成。
2021年4月10日、1stフルアルバム『Irregular record』リリース。
8月1日、2ndフルアルバム『Memorial Dice』リリース。
12月8日、3rdフルアルバム『Recollection Note』リリース。

### メジャーデビュー
2022年3月4日、METEORA st.との業務提携を開始する。
同年7月20日、JVCケンウッド・ビクターエンタテインメントよりメジャーデビュー。1stメジャーアルバム『DICE』をリリース

### 法人設立
2022年10月9日、「歌い手界隈を盛り上げること」を目的し、歌い手界隈初いれいす、すたぽら、シクフォニ（現在は退所済み）と3グループ合同で2.5次元アイドルグループ事務所、『株式会社VOISING』を設立すると同時に所属する。現在は、いれいす、すたぽら、クロノヴァの3グループが所属している。
同年11月26日、4thアルバム『DRESS CODE』リリース。
2023年7月9日、5thアルバム『Everlasting Days』リリース。
2024年6月12日、6thアルバム『六鬼喝賽』リリース。
2025年7月23日、7thアルバム『放課後アーカイブ』リリース。

### 武道館ライブ
2023年10月9日、自身のYoutubeライブの結成3周年記念の配信にて結成当初から掲げていた夢の舞台である日本武道館でのワンマンライブ、いれいす One Man Live in 日本武道館「Irregular Dice」が2024年2月12日に開催される事を告知した。
また、後日の配信にて自身のライブで初となる全国の映画館でのライブビューイングが行われることが発表された。
この公演により、いれいすは結成から3年4ヶ月4日（1222日）と、2024年2月12日時点で歌い手グループ当時史上最速で日本武道館公演を行った歌い手グループとなった。
2024年1月6日より放送されるTVアニメ『最強タンクの迷宮攻略』のオープニングとエンディング主題歌を担当。10日には2ndメジャーアルバム『IRREGULAR BULLET』が発売され、週間オリコンランキングで2位を獲得した。

### 活動休止
武道館ライブを開催した翌日の2024年2月13日、いれいすX公式アカウントにて、いれいすの無期限活動休止を発表した。
活動休止の理由は「今まで目標としてきた武道館ライブを達成した。今後、何に向かって全力で活動していくのか」という疑問と向き合うため。

### 新たな約束
2024年3月3日に自身のYouTubeライブにて「いれいす」としてのグループ活動の復帰を発表すると共に、3年以内に歌い手グループ史上最速で東京ドームワンマンライブを実現するという目標を宣言した。

### ベルーナドーム
2024年11月30日、12月1日にいれいす初となるドームライブを開催。『いれいす One Man Live in ベルーナドーム「The Progress of Dice」 -Memory- / -Future-』として、1日目はこれまでの歴史を振り返り、2日目では最近の曲を中心に披露した。

### ファンクラブイベント
2025年6月8日、いれいすのファンクラブ「いれらぶ」で有料会員になっているファン限定で応募できるファンクラブイベント「〜Irregular Party!!〜 Vol.1」をJ:COMホール八王子にて2部制で開催した。
イベントでは各メンバーが選んだいれいすを追いかけていないとわからないようなマイナーなオリジナル曲やアルバム限定曲などを披露したほか、1階、2階、3階と書かれたそれぞれの箱からメンバーがくじ引きをし、出た席番号のファンはメンバー一人ひとりに質問ができるという、ファン・メンバー共に楽しめるイベントなども準備されていた。
また、終演後にYouTubeにて30分限定で生配信されたカメラオンファンミーティングでは、メンバー全員が「今回事情があって来れなかったり、落選しちゃった子のためにも次回はもっと大きな会場でファンクラブイベントや皆で楽しめるイベントをやりたい」などと述べていた。

## 活動
自らを「新世代歌い手グループ」と称して活動をしている。
YouTubeの動画シリーズ「息継ぎなしで歌ってみた」「○○と言ったらキーが上がっていく歌ってみた」などがある。きっかけは2021年7月末にこの企画動画の再生数が急増したこと。
ないこの目標は「いれいすで武道館でワンマンライブをすること」。グループの初配信で何気なく言った発言が始まり。2024年2月12日にはその目標である武道館ライブが実現した。

## メンバー
| 名前      | メンバーカラー | Dice | 誕生日   | 血液型 | 備考 |
| --------- | -------------- | ---- | -------- | ------ | --- |
| りうら    | 赤担当         | No.1 | 11月30日 | A型    | - 2019年3月10日、ニコニコ動画での活動を開始。2020年7月5日、Youtubeでの活動を開始。 - 高校時代には軽音楽部でコピーバンドを組んでいて、ボーカルを務めていた。 |
| -hot oke- | 水色担当       | No.2 | 11月16日 | AB型   | - 読みは「ほとけ」。「いむくん」とも呼ばれている。 - 2020年4月15日に歌い手活動を始めた。 - 好きなボカロPはナユタン星人。 |
| 初兎      | 白・ 紫担当    | No.3 | 1月26日  | A型    | - 読みは「しょう」。 - ラップと低音担当。メンバーにはお笑い担当とも言われることがある。 - いつも一緒にいるらびまるが大好き。 - 2018年12月7日に歌い手活動を始めた。 - 好きな歌い手はnqrse。 |
| ないこ    | ピンク担当     | No.4 | 1月5日   | O型    | - グループのリーダー。株式会社VOISINGの設立者であり代表。 - 子供の時の将来の夢は内閣総理大臣だった。 - 大学卒業後、IT系のメガベンチャー企業に就職するも、「俺のやりたいことじゃない」と感じ、VOISINGの設立に伴い退職。 - 2020年4月12日、歌い手活動を開始。きっかけは新型コロナウイルスの感染拡大に伴うリモートワークによって、仕事が減り、自由な時間が増えたから。 - 2023年4月1日に自身のNoteの記事を書籍化した『歌い手社長』をKADOKAWAから出版。 - 2024年3月に声帯結節の手術をし、同月21日には自身のX（旧：Twitter）で手術は無事に成功したことが明かされた。 - 手術後、声帯を使用した活動を休止していたが、2024年5月5日のYouTubeの公式配信にて、活動復帰を発表した。 |
| If        | 青担当         | No.5 | 12月2日  | B型    | - 読みは「いふ」。「まろ」、「まろちゃん」とも呼ばれている。 - 帰国子女であるため英語が得意で、TOEIC満点、英検1級の持ち主。2020年5月1日に活動を開始。 |
| 悠佑      | 黒・ 黄色担当  | No.6 | 1月10日  | O型    | - 読みは「ゆうすけ」。 - 約10年間、バンド活動をやっていた。2016年9月11日にyoutubeでの活動を開始。 - メンバーやリスナーからは「アニキ（あにき）」と呼ばれる。 - いれいすにないこから誘われたとき5回程度断ったが、ないこの熱心な誘いに断り切れずいれいすに加入した。 - 好きなボーカリストは西川貴教。 |

## ディスコグラフィー

### シングル

#### 配信限定シングル
| 発売日         | タイトル                              | 初収録アルバム         |
| -------------- | ------------------------------------- | ---------------------- |
| 2021年1月31日  | 天神爛漫夢宴                          | アルバム未収録         |
| 2022年5月6日   | 花鳥風月                              | DICE                   |
| 2022年10月12日 | RAID OF DICE                          | Recollection Note      |
| 2022年10月12日 | MEMORIZE!!                            | いれいす THE BEST 2022 |
| 2022年10月12日 | White Bell                            | アルバム未収録         |
| 2022年10月12日 | 僕らが導く約束の物語                  | いれいす THE BEST 2022 |
| 2022年10月12日 | Blue Moon                             | Recollection Note      |
| 2022年10月12日 | ブチアゲ!!!!!!!                       | Memorial Dice          |
| 2022年10月12日 | Bitter Sweet Magic                    | Irregular record A盤   |
| 2022年10月12日 | Halloween Dance Night                 | Recollection Note      |
| 2022年10月12日 | トキメキ☆loveバケーション             | Memorial Dice          |
| 2022年10月12日 | Celebration                           | Recollection Note      |
| 2022年10月12日 | 清風明月                              | Memorial Dice          |
| 2022年10月12日 | Stage!                                | Irregular record       |
| 2022年10月12日 | 「すき」って言ったらキーが上がる曲    | いれいす THE BEST 2022 |
| 2022年10月12日 | Sweet Heart Syndrome                  | アルバム未収録         |
| 2022年10月12日 | Sweets and Beast                      | アルバム未収録         |
| 2022年10月12日 | Chocolat                              | アルバム未収録         |
| 2022年10月12日 | Summer Diary                          | Recollection Note      |
| 2022年10月12日 | 胡蝶之夢                              | Memorial Dice          |
| 2022年10月12日 | 恋の約束                              | Irregular record       |
| 2022年10月12日 | 恋の方程式                            | Recollection Note      |
| 2022年10月12日 | 月白風清                              | Irregular record       |
| 2022年10月12日 | Crazy Dice                            | Irregular record       |
| 2022年10月12日 | 君と見た花火をもう一度                | Memorial Dice          |
| 2022年10月12日 | 君色シュガーパレット                  | Irregular record B盤   |
| 2022年10月12日 | 推せ推せ!いれいす応援団!              | Memorial Dice          |
| 2022年10月12日 | 推しから君へ!                         | DICE                   |
| 2022年10月12日 | 推しが見つかる3分ちょい!              | Irregular record       |
| 2022年10月12日 | 推しが見つかる3分ちょい!（2022 ver.） | アルバム未収録         |
| 2022年10月12日 | Winter Melody                         | アルバム未収録         |
| 2022年10月12日 | Irregular Battle                      | いれいす THE BEST 2022 |
| 2022年10月12日 | Irregular Story                       | Irregular record       |
| 2022年10月12日 | いれいす組曲                          | アルバム未収録         |
| 2022年10月12日 | ENCORE!!                              | Irregular record       |
| 2022年10月12日 | あの星の約束                          | Memorial Dice          |
| 2022年11月23日 | 推しが見つかる3分ちょい!（2021 ver.） | Recollection Note      |
| 2022年11月30日 | Luminous                              | アルバム未収録         |
| 2023年1月27日  | La Cre L Che Mor                      | DRESS CODE             |
| 2023年1月27日  | Irregular Quest                       | アルバム未収録         |
| 2023年1月27日  | It's Showtime                         | DRESS CODE             |
| 2023年1月27日  | 君のために生まれてきた                | DRESS CODE             |
| 2023年2月28日  | DOG BOY                               | DRESS CODE             |
| 2023年7月26日  | Never & Roll                          | Everlasting Days       |
| 2023年7月26日  | Kiss a little                         | アルバム未収録         |
| 2023年7月26日  | 春は麗し舞え桜吹雪                    | Everlasting Days       |
| 2023年7月26日  | メテオライト                          | Everlasting Days       |
| 2023年7月26日  | 逆境STORY                             | Everlasting Days       |
| 2023年7月26日  | ACROSS DIMENSIONS                     | Everlasting Days       |
| 2023年7月26日  | 恋のMAGIC                             | アルバム未収録         |
| 2023年7月26日  | COLORS                                | アルバム未収録         |
| 2023年12月13日 | Clutch                                | IRREGULAR BULLET       |

#### カバーシングル
| 配信日       | タイトル                        |
| ------------ | ------------------------------- |
| 2023年8月1日 | 可愛くてごめん 電子アレンジver. |

### ミュージックビデオ
| 公開年 | 公開日   | タイトル                               | 初収録アルバム         |
| ------ | -------- | -------------------------------------- | ---------------------- |
| 2020年 | 10月9日  | 「恋の約束」                           | Irregular record       |
| 2020年 | 10月25日 | 「推しが見つかる3分ちょい!」           | Irregular record       |
| 2020年 | 11月1日  | 「Sweets and Beast」                   | アルバム未収録         |
| 2020年 | 11月15日 | 「月白風清」                           | Irregular record       |
| 2020年 | 11月29日 | 「Crazy Dice」                         | Irregular record       |
| 2020年 | 12月20日 | 「Winter Melody」                      | アルバム未収録         |
| 2020年 | 12月31日 | 「Irregular Story」                    | Irregular record       |
| 2021年 | 1月1日   | 「天神爛漫夢宴」                       | アルバム未収録         |
| 2021年 | 1月24日  | 「Stage!」                             | Irregular record       |
| 2021年 | 2月14日  | 「Bitter Sweet Magic」                 | Irregular record A盤   |
| 2021年 | 3月7日   | 「ENCORE!!」                           | Irregular record       |
| 2021年 | 3月14日  | 「君色シュガーパレット」               | Irregular record B盤   |
| 2021年 | 4月18日  | 「推せ推せ!いれいす応援団!」           | Meemorial Dice         |
| 2021年 | 5月2日   | 「ブチアゲ!!!!!!!」                    | Meemorial Dice         |
| 2021年 | 5月16日  | 「清風明月」                           | Meemorial Dice         |
| 2021年 | 6月13日  | 「トキメキ☆loveバケーション」          | Meemorial Dice         |
| 2021年 | 7月4日   | 「あの星の約束」                       | Meemorial Dice         |
| 2021年 | 7月11日  | 「君と見た花火をもう一度」             | Meemorial Dice         |
| 2021年 | 8月1日   | 「Summer Diary」                       | Recollection Note      |
| 2021年 | 9月12日  | 「Blue Moon」                          | Recollection Note      |
| 2021年 | 9月25日  | 「胡蝶之夢」                           | Memorial Dice          |
| 2021年 | 10月8日  | 「推しが見つかる3分ちょい!2021 ver.」  | Recollection Note      |
| 2021年 | 10月9日  | 「Celebration」                        | Recollection Note      |
| 2021年 | 10月31日 | 「Halloween Dance Night」              | Recollection Note      |
| 2021年 | 11月7日  | 「RAID OF DICE」                       | Recollection Note      |
| 2021年 | 11月28日 | 「恋の方程式」                         | Recollection Note      |
| 2021年 | 12月18日 | 「White Bell」                         | アルバム未収録         |
| 2021年 | 12月31日 | 「Irregular Battle」                   | いれいす THE BEST 2022 |
| 2022年 | 1月1日   | 「「すき」って言ったらキーが上がる曲」 | いれいす THE BEST 2022 |
| 2022年 | 1月16日  | 「Seventh!」                           | いれいす THE BEST 2022 |
| 2022年 | 2月13日  | 「chocolat」                           | アルバム未収録         |
| 2022年 | 2月27日  | 「MEMORIZE!!」                         | いれいす THE BEST 2022 |
| 2022年 | 3月6日   | 「僕らが導く約束の物語」               | いれいす THE BEST 2022 |
| 2022年 | 3月13日  | 「Sweetheart Syndrome」                | アルバム未収録         |
| 2022年 | 4月29日  | 「花鳥風月」                           | DICE                   |
| 2022年 | 5月21日  | 「Advance」                            | DICE                   |
| 2022年 | 6月5日   | 「のんすとっぷ!L♡VEサマー」            | DICE                   |
| 2022年 | 6月19日  | 「キミコイ」                           | DICE                   |
| 2022年 | 7月10日  | 「恋時雨」                             | DICE                   |
| 2022年 | 8月14日  | 「DICE」                               | DICE                   |
| 2022年 | 9月11日  | 「Irregular Quest」                    | アルバム未収録         |
| 2022年 | 9月18日  | 「It's Shoｗtime」                     | DRESS CODE             |
| 2022年 | 10月7日  | 「推しが見つかる3分ちょい!2022 ver.」  | アルバム未収録         |
| 2022年 | 10月9日  | 「君のために生まれてきた」             | DRESS CODE             |
| 2022年 | 10月23日 | 「Luminous」                           | アルバム未収録         |
| 2022年 | 11月6日  | 「DOG BOY」                            | DRESS CODE             |
| 2022年 | 11月13日 | 「La Cre L Che Mor」                   | DRESS CODE             |
| 2022年 | 12月31日 | 「COLORS」                             | アルバム未収録         |
| 2023年 | 1月1日   | 「恋のMAGIC」                          | アルバム未収録         |
| 2023年 | 1月29日  | 「ACROSS DIMENSIONS」                  | Everlasting Days       |
| 2023年 | 2月26日  | 「逆境STORY」                          | Everlasting Days       |
| 2023年 | 3月12日  | 「メテオライト」                       | Everlasting Days       |
| 2023年 | 3月26日  | 「春は麗し舞え桜吹雪」                 | Everlasting Days       |
| 2023年 | 4月16日  | 「Kiss a little」                      | アルバム未収録         |
| 2023年 | 4月30日  | 「Never & Roll」                       | Everlasting Days       |
| 2023年 | 6月4日   | 「よっ!夏大将!LOVE紫外線」             | Everlasting Days       |
| 2023年 | 6月11日  | 「悠久休暇」                           | Everlasting Days       |
| 2023年 | 6月18日  | 「ジダンダーナイト」                   | Everlasting Days       |
| 2023年 | 7月2日   | 「背伸び」                             | Everlasting Days       |
| 2023年 | 8月18日  | 「君のために生まれてきた（実写MV）」   | DRESS CODE             |
| 2023年 | 9月24日  | 「ONE」                                | IRREGULAR BULLET       |
| 2023年 | 10月8日  | 「推しが見つかる3分ちょい!2023 ver.」  | IRREGULAR BULLET       |
| 2023年 | 10月9日  | 「僕らが描いた夢のその先に」           | IRREGULAR BULLET       |
| 2023年 | 11月12日 | 「Clutch」                             | IRREGULAR BULLET       |
| 2023年 | 11月20日 | 「星降るフェアリーテイル」             | IRREGULAR BULLET       |
| 2023年 | 12月17日 | 「Place to be」                        | IRREGULAR BULLET       |
| 2023年 | 12月31日 | 「Paparazzi」                          | アルバム未収録         |
| 2023年 | 12月31日 | 「言いたいことがあるんだよーーー!!」   | アルバム未収録         |
| 2024年 | 1月6日   | 「Brave」                              | IRREGULAR BULLET       |
| 2024年 | 2月4日   | 「恋星エトワール」                     | 六鬼喝賽               |
| 2024年 | 3月3日   | 「Promise」                            | 六鬼喝賽               |
| 2024年 | 4月7日   | 「推せるいれいすお飼い得!」            | 六鬼喝賽               |
| 2024年 | 4月12日  | 「愛染中毒」                           | アルバム未収録         |
| 2024年 | 4月15日  | 「星空列車」                           | アルバム未収録         |
| 2024年 | 5月1日   | 「ありがとうの軌跡」                   | アルバム未収録         |
| 2024年 | 5月5日   | 「いれいす海賊団の冒険譚-出航の巻-」   | 六鬼喝賽               |
| 2024年 | 5月12日  | 「百鬼夜行」                           | 六鬼喝賽               |
| 2024年 | 6月29日  | 「SPLASH BEAT!!」                      | アルバム未収録         |
| 2024年 | 7月5日   | 「駆け出しの青」                       | アルバム未収録         |
| 2024年 | 7月21日  | 「学級崩壊☆ですとろいやー」            | 六鬼喝賽               |
| 2024年 | 9月11日  | 「My song」                            | 放課後アーカイブ       |
| 2024年 | 10月9日  | 「愛をありがとう」                     | 放課後アーカイブ       |
| 2024年 | 10月27日 | 「愛してるじゃ足りないもん!」          | 放課後アーカイブ       |
| 2024年 | 11月10日 | 「零番街」                             | 放課後アーカイブ       |
| 2024年 | 12月1日  | 「追憶のダイヤモンド」                 | 放課後アーカイブ       |
| 2024年 | 12月7日  | 「End Of Story」                       | 放課後アーカイブ       |
| 2024年 | 12月31日 | 「C.O.G」                              | 放課後アーカイブ       |
| 2025年 | 2月2日   | 「CiRCUS」                             | 放課後アーカイブ       |
| 2025年 | 3月16日  | 「人生謳歌」                           | 放課後アーカイブ       |
| 2025年 | 5月25日  | 「Stay High!」                         | 放課後アーカイブ       |
| 2025年 | 6月15日  | 「いれサマ!!!!!!!」                    | 放課後アーカイブ       |

## タイアップ
| 年   | 曲名          | タイアップ                                             | 備考 |
| ---- | ------------- | ------------------------------------------------------ | ---- |
| 2023 | Kiss a little | ロッテキシリトールガムタイアップ楽曲                   |      |
| 2024 | Brave         | テレビアニメ『最強タンクの迷宮攻略』オープニングテーマ |      |
| 2024 | 夢の中で      | テレビアニメ『最強タンクの迷宮攻略』エンディングテーマ |      |

## ライブ・イベント

### ライブ
| 年                           | タイトル | 規模・月日・会場 | 備考                                                                                     |
| ---------------------------- | --- | --- | ---------------------------------------------------------------------------------------- |
| 2021                         | Irregular Stage!〜Online〜 | 5月3日 | オンラインライブ。                                                                       |
| 2021                         | Irregular Stage! | 【延期】5月3日→【再延期】7月24日→8月29日 東京都 吉祥寺CLUB SEATA | 1stワンマンライブの延期公演。二部制。                                                    |
| 2021                         | Irregular Summer!Online | 9月26日 | オンラインライブ。                                                                       |
| 2021                         | RAID OF DICE | 5会場10公演 - 2021年 12月19日 福岡県 小倉FUSE - 2022年 【中止】1月29日 宮城県 仙台PIT 【中止】2月5日 愛知県 名古屋ボトムライン 2月12日 大阪府 なんばHatch Band Live 2月26日 東京都 品川ステラボール                                                                             | 二部制。                                                                                 |
| 2022                         | RAID OF DICE | 5会場10公演 - 2021年 12月19日 福岡県 小倉FUSE - 2022年 【中止】1月29日 宮城県 仙台PIT 【中止】2月5日 愛知県 名古屋ボトムライン 2月12日 大阪府 なんばHatch Band Live 2月26日 東京都 品川ステラボール                                                                             | 二部制。                                                                                 |
| RAID OF DICE ONLINE          | 3月20日 | オンラインライブ。 |                                                                                          |
| Irregular Dive in バーチャル | 5月21日 | オンライン・バーチャルライブ。 |                                                                                          |
| Irregular Vacation           | 13会場26公演 7月24日 京都府 京都FANJ 【延期】7月30日→8月24日 北海道 サッポロファクトリーホール 【延期】8月4日→31日 大阪府 Zepp Osaka Bayside 【延期】8月6日→9月19日 宮城県 仙台PIT 8月11日 愛媛県 松山サロンキティ 8月13日 広島県 広島CLUB QUATTRO 8月20日 岐阜県 岐阜club-G 8月21日 大阪府 BIGCAT 8月27日 新潟県 NIIGATA LOTS 8月29日 愛知県 DIAMOND HALL 9月3日 福岡県 UNITEDLAB 9月4日 佐賀県 GELIS 9月10日 神奈川県 パシフィコ横浜 国立大ホール | 二部制。 |                                                                                          |
| Bet on Dice                  | 6会場12公演 - 2022年 12月17日 福岡県 Zepp Fukuoka 12月29日 愛知県 Zepp Nagoya - 2023年 【延期】1月5日→2月23日 北海道 Zepp Sapporo 1月15日 宮城県 仙台GIGS 1月21日 大阪府 Zepp Namba 1月28日 千葉県 幕張メッセ -RaisE- 1月29日 千葉県 幕張メッセ -CalL- | 幕張メッセ公演は各日一部のみ。 その他公演は二部制。 |                                                                                          |
| Bet on Dice                  | 6会場12公演 - 2022年 12月17日 福岡県 Zepp Fukuoka 12月29日 愛知県 Zepp Nagoya - 2023年 【延期】1月5日→2月23日 北海道 Zepp Sapporo 1月15日 宮城県 仙台GIGS 1月21日 大阪府 Zepp Namba 1月28日 千葉県 幕張メッセ -RaisE- 1月29日 千葉県 幕張メッセ -CalL- | 幕張メッセ公演は各日一部のみ。 その他公演は二部制。 | 2023                                                                                     |
| The Glory of Dice            | 4月29日 東京都 両国国技館〜Bright〜 4月30日 東京都 両国国技館〜Leap〜 | 一部制。 |                                                                                          |
| えびばでぃ-夏-Summer!        | 7会場7公演 7月25日 北海道 カナモトホール 8月11日 宮城県 トークネットホール仙台 【延期】8月15日→29日 大阪府 グランキューブ大阪メインホール 8月17日 愛知県 フォレストホール 8月20日 福岡県 福岡サンパレス ホテル&ホール 8月25日 東京都 東京ガーデンシアター 9月1日 東京都 東京国際フォーラム ホールA | 一部制。 |                                                                                          |
| 2024                         | いれいす One Man Live in 日本武道館『Irregular Dice』 | 一部制。 | 2月12日 東京都 日本武道館                                                                |
| 2024                         | Irregular Vacation | 6会場9公演 Adventure ホール編 6月23日 福岡県 福岡サンパレス ホテル&ホール 6月30日 北海道 札幌文化芸術劇場 hitaru 7月7日 宮城県 東京エレクトロンホール宮城 Island アリーナ編 7月23、24日 大阪府 大阪城ホール 8月3、4日 愛知県 Aichi Sky Expo 8月27、28日 神奈川県 ぴあアリーナMM | 「大阪城ホール」「Aichi Sky Expo」「ぴあアリーナMM」公演のみ二部制。その他公演は一部制。 |
| 2024                         | 『The Progress of Dice』-Memory- / -Future- | 11月30日・12月1日 埼玉県 ベルーナドーム | 一部制。                                                                                 |
| 2025                         | いれいすファンクラブイベント 〜Irregular Party!!〜 | 6月8日 東京都 J:COMホール八王子 | 二部制。                                                                                 |

## 出演

### テレビ番組
- musicるTV（2022年8月9日 - 9月6日、テレビ朝日）[60]
- 沼にハマってきいてみた（2024年6月8日、NHK Eテレ）[61]
- Venue101 EXTRA（2024年10月19日、NHK総合）[62]

### ラジオ番組
- オールナイトニッポンX「いれいすのオールナイトニッポンX」（2024年2月2日、ニッポン放送）[63]
- SCHOOL OF LOCK!（2024年3月19日、TOKYO FM）[64]
- ミュージックライン（2024年10月28日・2025年7月25日、NHK-FM）[65]

### 漫画
- いれいすハウスへようこそ!〜個性バラバラな歌い手が一緒に住むことになった件〜（監修：VOISING、漫画：こきち、『りぼん』2024年5月号[66] - 2025年3月号[67]）
  - いれいすハウスへようこそ!〜個性バラバラな歌い手が一緒に住むことになった件〜（監修：VOISING、漫画：こきち、全1巻（2025年5月23日））

## 株式会社VOISING
株式会社VOISING（ボイシング）は、いれいす、すたぽら、シクフォニ（現在は退所済み）が、歌い手史上初、複数の歌い手グループが合同で設立した日本の株式会社である。現在はいれいす、すたぽら、クロノヴァの3グループが所属。
代表者は、いれいすリーダーのないこ。
3つのグループと17人が所属している歌い手事務所で、「日本最大級の2.5次元アイドル事務所」と称している。
2022年10月9日、いれいすの結成2周年の記念生配信にて会社の設立を公表する。
2023年8月4日 - 27日の期間、渋谷モディ7階 イベントスペースでいれいす、すたぽら、シクフォニが合同で主催する「VOISING学園祭」が開催された。
2023年10月9日、株式会社VOISING設立1周年を迎える。
2024年3月16日、クロノヴァが加入。
2024年7月28日、シクフォニがVOISINGからの退所、独立を公表した。
2024年10月4日から常設店として、いれいす、すたぽら、クロノヴァのグッズがある「VOISING STORE」を「MAGNET by SHIBUYA109」の3階にオープン。

### 所属タレント
出典：
- いれいす[71]
  - りうら：赤色担当
  - -hotoke-【ほとけ】：水色担当
  - 初兎【しょう】：白色、紫色担当
  - ないこ：ピンク色担当
  - If【いふ】：青色担当
  - 悠佑【ゆうすけ】：黒色、黄色担当[注釈 2]
- すたぽら[72]
  - くに：オレンジ色担当
  - こったろ：紫色担当
  - 如月ゆう【きさらぎゆう】：緑色担当
  - Relu【れる】：水色担当
  - Coe.【こえ】：赤色担当
- クロノヴァ[73][注釈 10]
  - かなめ：緑色担当
  - 甘夢れむ【あまゆめれむ】：ピンク色担当
  - しゃるろ：青色担当
  - ARKHE【アルケー】：赤色担当
  - しの：紫色担当
  - うるみや：オレンジ色担当

各グループのリーダー
いれいす･･･ないこ
すたぽら･･･Coe.
クロノヴァ･･･かなめ（白組）&ARKHE（黒組）

#### 過去に所属したタレント
- シクフォニ（2024年7月29日付で退所）
  - 暇72【ひまなつ】：赤色担当
  - 雨乃こさめ【あめのこさめ】：水色担当
  - いるま：紫色担当
  - LAN【らん】：ピンク色担当
  - すち：緑色担当
  - みこと：黄色担当